# Идиатуллин, Рево Рамазанович
Рево Рамазанович Идиатуллин (тат. Рево Рамазан улы Идиатуллин, род. 2 октября 1938 года в Казани) — советский партийный деятель, первый секретарь Татарского рескома КПСС (1990—1991)

## Биография
Родился 2 октября 1938 года в Казани. Окончил Казанский авиационный институт по специальности «радиоинженер». В КПСС с 1961 года.
- 1956—1958 гг. — слесарь-сборщик.
- 1958—1961 гг. — служба в рядах Советской Армии.
- 1961—1967 гг. — слесарь-сборщик, инженер-технолог, старший инженер-технолог на предприятии п/я 423.
- 1967—1969 гг. — инструктор, зав. промышленно-транспортным отделом Приволжского райкома КПСС г. Казани.
- 1969—1973 гг. — секретарь парткома завода «Теплоконтроль».
- 1973—1980 гг. — зав. отделом пропаганды и агитации Казанского горкома КПСС.
- 1980—1983 гг. — первый секретарь Приволжского райкома КПСС г. Казани.
- 1983 г. — первый секретарь Вахитовского райкома КПСС г. Казани.
- 1983—1985 гг. — второй секретарь Казанского горкома КПСС.
- 1985—1988 гг. — председатель Казанского горисполкома.
- 1988—1990 гг. — секретарь Татарского обкома КПСС.
- Сентябрь 1990 — август 1991 гг. — первый секретарь Татарского рескома КПСС. В августе 1991 года, являясь первым секретарем республиканского комитета КПСС, поддержал ГКЧП, за что после поражения последнего был смещён с государственных должностей и обвинен новой российской властью в измене [2]

С 1994 года работал в Турции президентом предприятия «ТАТУРОС». Ныне на пенсии.

## Награды и звания
- Орден «Дуслык» (2018 год) — за многолетнюю плодотворную работу на благо Республики Татарстан и активную общественную деятельность[3].
- Медаль «За доблестный труд» (2008 год)[4].
- Медаль «100 лет образования Татарской Автономной Советской Социалистической Республики» (2020 год) — за существенный вклад в укрепление социально-экономического потенциала Республики Татарстан, высокие достижения в профессиональной и общественной деятельности[5].
- Благодарность Президента Республики Татарстан (2013 год) — за многолетний плодотворный труд на благо Республики Татарстан[6].
- Знак отличия «За труд и доблесть на благо Казани» (2010 год) — в связи с празднованием 90-летия образования Татарской АССР, отмечая особые заслуги бывших руководителей города Казани и его районов, внёсших значительный вклад в развитие столицы Республики Татарстан[7].
- Знак отличия «За безупречную службу Казани»[8].